# Liste des œuvres d'art de la Nièvre
Cet article vise à recenser les œuvres d'art dans l'espace public de la Nièvre, en France.

## Liste
Les œuvres sont classées par ordre alphabétique de communes et, au sein de celles-ci, par ordre chronologique d'installation, dans la mesure des informations disponibles.

### Sculptures
| Œuvre                                                | Auteur                                                    | Commune            | Localisation                                                                     | Notes | Installation                                           | Coordonnées                      | Illustration |
| ---------------------------------------------------- | --------------------------------------------------------- | ------------------ | -------------------------------------------------------------------------------- | --- | ------------------------------------------------------ | -------------------------------- | --- |
| Buste de Jean-Joseph Carriès                         | À déterminer                                              | Arquian            | À déterminer                                                                     | Représente Jean-Joseph Carriès. | À déterminer                                           | à géolocaliser                   | Buste de Jean-Joseph Carriès |
| Buste de François Mitterrand                         | À déterminer                                              | Château-Chinon     | À déterminer                                                                     | Représente François Mitterrand. | À déterminer                                           | 47° 04′ 22″ nord, 3° 55′ 51″ est | Buste de François Mitterrand |
| Monument à Jules Renard,                             | Charles-Henri Pourquet                                    | Chitry-les-Mines   | Devant l'église Saint-Martin, route de Marigny                                   | Représente Jules Renard. Le buste en bronze, réalisé en 1913 par Charles-Henri Pourquet, a été fondu sous le régime de Vichy, dans le cadre de la mobilisation des métaux non ferreux. Il a été remplacé en 1960 par un buste dû à Georges Sirdey. | 1913                                                   | à géolocaliser                   | Monument à Jules Renard« Monument à Jules Renard à Chitry-les-Mines », sur À nos grands hommes,« Monument à Jules Renard à Chitry-les-Mines », sur e-monumen |
| L'Homme du futur                                     | César                                                     | Clamecy            | Boulevard Misset                                                                 | | 1986                                                   | 47° 27′ 24″ nord, 3° 30′ 58″ est | L'Homme du futur |
| Monument à Jean Rouvet                               | Pierre-Jean David d'Angers                                | Clamecy            | À la pointe de l'écluse des Jeux                                                 | Érigé en 1828 sur le pont de Bethléem. | 1949                                                   | 47° 27′ 31″ nord, 3° 31′ 23″ est | Monument à Jean Rouvet |
| Statue du Flotteur                                   | Robert Pouyaud                                            | Clamecy            | Sur le pont de Bethléem                                                          | | 1945                                                   | 47° 27′ 35″ nord, 3° 31′ 24″ est | Statue du Flotteur |
| Monument à Claude Tillier,                           | Émile Boisseau                                            | Clamecy            | Rue du Grand Marché                                                              | Représente l'écrivain Claude Tillier. | 1905                                                   | 47° 27′ 31″ nord, 3° 31′ 11″ est | Buste de Claude Tillier |
| Statue d'Alain Colas                                 | Dominique Babinet (sculpteur), Gilbert Clémenti (fondeur) | Clamecy            | Sur le pont de Bethléem                                                          | Représente le navigateur Alain Colas. | 2006 à la Tambourinette ; 2023 sur le pont de Bethléem | 47° 27′ 17″ nord, 3° 31′ 35″ est | Statue d'Alain Colas |
| Statue de Pierre Cuvé dit « Balduc »                 | inconnu                                                   | Clamecy            | Rue du Grenier à Sel                                                             | | À déterminer                                           | 47° 27′ 37″ nord, 3° 31′ 11″ est | Statue de Pierre Cuvé dit « Balduc » |
| Statue de Bernadette Soubirous                       | À déterminer                                              | Nevers             | Espace Bernadette-Soubirous-Nevers                                               | Représente Bernadette Soubirous. | À déterminer                                           | à géolocaliser                   | Statue de Bernadette Soubirous |
| Le Grand Socle - Hommage à Bernardin de Saint-Pierre | Patrick Saytour                                           | Nevers             | Hôtel de préfecture                                                              | | 1988                                                   | 46° 59′ 36″ nord, 3° 09′ 47″ est | Image manquante |
| Hommage au Bicentenaire                              | Pierre-Albert Célice                                      | Nevers             | DDASS                                                                            | | 1990                                                   | 46° 59′ 27″ nord, 3° 09′ 46″ est | Image manquante |
| Sans titre (L'île)                                   | Xavier Veilhan                                            | Pougues-les-Eaux   | À déterminer                                                                     | | 1991                                                   | 47° 04′ 22″ nord, 3° 06′ 05″ est | Image manquante |
| Statue d'Evelyn Graham Frost                         | À déterminer                                              | Varennes-Vauzelles | Intersection du boulevard Camille-Dagonneau (RN 7) et de l'avenue Louis-Fouchère | | À déterminer                                           | à géolocaliser                   | Statue d'Evelyn Graham Frost |

### Monuments aux morts
| Œuvre                                                         | Auteur                                 | Commune               | Localisation                           | Notes | Installation | Coordonnées                      | Illustration                                       |
| ------------------------------------------------------------- | -------------------------------------- | --------------------- | -------------------------------------- | --- | ------------ | -------------------------------- | -------------------------------------------------- |
| Monument aux morts                                            | Copie d'après Léon Leyritz             | Chaumard              | À déterminer                           | | 1926         | à géolocaliser                   | Monument aux morts                                 |
| Monument aux 43 soldats français africains                    | Robert Pouyaud                         | Clamecy               | Route de Surgy                         | | 1948         | 47° 28′ 18″ nord, 3° 31′ 15″ est | Monument aux 43 soldats français africains         |
| Monument aux victimes du 2 décembre 1851                      | À déterminer                           | Cosne-Cours-sur-Loire | Dans le square Alphonse Baudin         | Commémore les victimes du coup d'État du 2 décembre 1851. Le médaillon représente Alphonse Baudin. L'original en bronze réalisé par Émile Fernand-Dubois est fondu en 1942, dans le cadre de la mobilisation des métaux non ferreux. En remplacement, un médaillon en grès émaillé réalisé par René Giblin est installé en 1996. | 1902         | 47° 24′ 39″ nord, 2° 55′ 25″ est | Monument aux victimes du 2 décembre 1851           |
| Poilu enveloppé dans les plis du drapeau (monument aux morts) | Copie d'après Charles-Henri Pourquet   | Colméry               | À déterminer                           | | À déterminer | à géolocaliser                   | Image manquante                                    |
| Poilu au repos (monument aux morts)                           | Copie d'après Étienne Camus            | Diennes-Aubigny       | À déterminer                           | | 1923         | à géolocaliser                   | Image manquante                                    |
| Poilu au repos (monument aux morts)                           | Copie d'après Étienne Camus            | Dun-les-Places        | À déterminer                           | | 1923         | à géolocaliser                   | Image manquante                                    |
| Poilu au repos (monument aux morts)                           | Copie d'après Étienne Camus            | Epiry                 | À déterminer                           | | À déterminer | à géolocaliser                   | Image manquante                                    |
| Poilu au repos (monument aux morts)                           | Copie d'après Étienne Camus            | Héry                  | À déterminer                           | | À déterminer | à géolocaliser                   | Image manquante                                    |
| La Résistance (monument aux morts)                            | Copie d'après Charles-Henri Pourquet   | Lormes                | À déterminer                           | | À déterminer | à géolocaliser                   | Image manquante                                    |
| Poilu enveloppé dans les plis du drapeau (monument aux morts) | Copie d'après Charles-Henri Pourquet   | Luzy                  | À déterminer                           | | À déterminer | à géolocaliser                   | Image manquante                                    |
| Le Poilu victorieux (monument aux morts)                      | Copie d'après Eugène Bénet             | Millay                | À déterminer                           | | À déterminer | à géolocaliser                   | Le Poilu victorieux (monument aux morts)           |
| La Victoire en chantant (monument aux morts)                  | Copie d'après Charles Édouard Richefeu | Neuvy-sur-Loire       | Rue Jean Jaurès                        | | 1921         | à géolocaliser                   | La Victoire en chantant (monument aux morts)       |
| Poilu enveloppé dans les plis du drapeau (monument aux morts) | Copie d'après Charles-Henri Pourquet   | Pazy                  | À déterminer                           | | À déterminer | à géolocaliser                   | Image manquante                                    |
| Poilu au repos (monument aux morts)                           | Copie d'après Étienne Camus            | Saint-Benin-des-Bois  | À déterminer                           | | À déterminer | à géolocaliser                   | Image manquante                                    |
| Poilu au repos (monument aux morts)                           | Copie d'après Étienne Camus            | Saint-Martin-du-Puy   | À déterminer                           | | 1922         | à géolocaliser                   | Image manquante                                    |
| Poilu baïonnette au canon (d) (monument aux morts)            | Copie d'après Étienne Camus            | Sauvigny-les-Bois     | À déterminer                           | | À déterminer | à géolocaliser                   | Poilu baïonnette au canon (d) (monument aux morts) |
| Poilu au repos (monument aux morts)                           | Copie d'après Étienne Camus            | Vignol                | Au bord de la RD 283, devant la mairie | | 1921         | à géolocaliser                   | Image manquante                                    |

### Fontaines
| Œuvre    | Auteur                                | Commune        | Localisation                    | Notes | Installation | Coordonnées                      | Illustration    |
| -------- | ------------------------------------- | -------------- | ------------------------------- | ----- | ------------ | -------------------------------- | --------------- |
| Fontaine | Niki de Saint Phalle et Jean Tinguely | Château-Chinon | Sur la place de la Mairie       |       | 1988         | 47° 03′ 52″ nord, 3° 55′ 56″ est | Image manquante |
| Fontaine | À déterminer                          | Nevers         | Dans le square de la Résistance |       | À déterminer | à géolocaliser                   | Fontaine        |

### Œuvres disparues ou retirées
| Œuvre                                  | Auteur                     | Commune               | Localisation                 | Notes | Installation | Coordonnées    | Illustration    |
| -------------------------------------- | -------------------------- | --------------------- | ---------------------------- | --- | ------------ | -------------- | --------------- |
| Monument à la gloire de la République, | Émile Fernand-Dubois       | Cosne-Cours-sur-Loire | Boulevard de la République   | Fondu en 1942, dans le cadre de la mobilisation des métaux non ferreux.                                              | 1907         | à géolocaliser | Image manquante |
| Buste d'Adam Billaut,                  | Pierre-Jean David d'Angers | Nevers                | Esplanade du château         | Représentait Adam Billaut. Fondu sous le régime de Vichy, dans le cadre de la mobilisation des métaux non ferreux.   | 1885         | à géolocaliser | Image manquante |
| Buste de Claude Tillier,               | Louis-Edmond Cougny        | Nevers                | Esplanade du château         | Représentait Claude Tillier. Fondu sous le régime de Vichy, dans le cadre de la mobilisation des métaux non ferreux. | 1885         | à géolocaliser | Image manquante |
| Buste d'Alexis Provot,                 | Alix Marquet               | Nevers                | Dans le square Jean-Desveaux | Fondu sous le régime de Vichy, dans le cadre de la mobilisation des métaux non ferreux.                              | 1910         | à géolocaliser | Image manquante |